# Volba prezidenta České republiky 1993
Volba prezidenta České republiky 1993 proběhla 26. ledna 1993 a byla první parlamentní volbou prezidenta v historii samostatné České republiky. Volba proběhla na druhé veřejné schůzi Poslanecké sněmovny Parlamentu České republiky v Thunovském paláci na pražské Malé Straně. Funkci předsedy Poslanecké sněmovny vykonával Milan Uhde. Mezi nominovanými kandidáty byl bývalý československý prezident Václav Havel, předsedkyně Levého bloku Marie Stiborová a předseda republikánské strany Miroslav Sládek. Prvním prezidentem České republiky byl zvolen Václav Havel.

## Předchozí události
Václav Havel nebyl 3. července 1992 opětovně zvolen Federálním shromážděním do funkce československého prezidenta. 17. července přijala Slovenská národní rada Deklaraci o svrchovanosti Slovenské republiky, čímž fakticky došlo k zániku federace, o jejíž zachování Havel usiloval. Poslední československý prezident Václav Havel abdikoval dne 20. července 1992. 
1. ledna 1993 vznikla samostatná Česká republika. Podle tehdy platné Ústavy České republiky měly prezidenta volit obě komory Parlamentu České republiky, tedy Poslanecká sněmovna a Senát. Problémem ale bylo, že Senát nebyl počátkem roku 1993 ještě ustanoven, k tomu došlo až v roce 1996. Někteří poslanci se na základě této skutečnosti snažili volbu prezidenta odložit.

## Kandidáti
O úřad hlavy státu se ucházeli tři kandidáti. Bývalý československý prezident Václav Havel byl podporovaný vládní koalicí. Koalice Levý blok navrhla svojí předsedkyni doc. RNDr. Marii Stiborovou, CSc., a Sdružení pro republiku – Republikánská strana Československa navrhlo rovněž svého předsedu Miroslava Sládka.

## Průběh volby
| Kandidát        | Počet hlasů |
| --------------- | ----------- |
| Václav Havel    | 109         |
| Marie Stiborová | 49          |
| bílé lístky     | 22          |
| Miroslav Sládek | 14          |
| neplatné hlasy  | 6           |
| Celkem          | 200         |

Před samotným aktem volby byl stanoven časový prostor pro rozpravu o prezidentských kandidátech, využívaný především republikánskými poslanci, kteří volbu úmyslně zdržovali. Váhající poslanci Liberálně sociální unie nakonec vyslovili podporu Václavu Havlovi.  V průběhu schůze došlo k potyčce mezi prezidentským kandidátem Miroslavem Sládkem a fotografem. Televizní divák dále narušil schůzi tím, že telefonicky oznámil uložení nálože semtexu v budově parlamentu.
Václav Havel byl zvolen prezidentem hned v prvním kole tajné volby, když z celkového počtu 200 hlasů získal potřebnou nadpoloviční většinu 109 poslanců.
Celkově byla míra podpory pro vítězného kandidáta hodnocena jako nízká, jelikož samotná vládní koalice (ODS, KDS, KDU-ČSL a ODA) měla 105 hlasů a podporu Havlovi přislíbila i část opozice. Je tedy možné, že část poslanců ODS a KDS pro Havla nakonec nehlasovala. Tento fakt byl soudobými komentátory vnímán jako pozitivní znamení nových demokratických časů, v nichž „doby manifestační jednoty již pominuly“.

## Prezidentský slib
Dne 2. února 1993 složil Václav Havel prezidentský slib do rukou předsedy poslanecké sněmovny Milana Uhdeho na slavnostní schůzi Poslanecké sněmovny ve Vladislavském sále Pražského hradu.
Prezident ČR Václav Havel: „Slibuji věrnost České republice. Slibuji, že budu zachovávat její ústavu a zákony. Slibuji na svou čest, že budu zastávat svůj úřad v zájmu všeho lidu, podle svého nejlepšího vědomí a svědomí.“
5. schůze Poslanecké sněmovny PČR
Slavnostní schůze se zúčastnili také zahraniční hosté; německý prezident Richard von Weizsäcker, maďarský prezident Árpád Göncz, polský prezident Lech Wałęsa, rakouský prezident Thomas Klestil a místopředseda slovenské vlády Roman Kováč.
Po svém nástupu vykonal prezident vykonal na třetím nádvoří Pražského hradu slavnostní přehlídku Hradní stráže a pražské posádky. Večer pak v Katedrále svatého Víta, Václava a Vojtěcha proběhla ekumenická bohoslužba. Václav Havel tím zahájil své celkově třetí volební období v prezidentské funkci. Tentokrát ve funkci prvního prezidenta České republiky.